# Jeff Fountain
Jeff Fountain (1949) is een Nieuw-Zeelands schrijver en zendeling.

## Levensloop
Fountain bracht zijn jeugd door in Nieuw-Zeeland. Na zijn studie geschiedenis in Auckland werkte hij als journalist, en later als medewerker van IFES in zijn geboorteland.
Sinds 1975 is hij getrouwd met Romkje De Graaf. Kort daarvoor had zij de Nederlandse tak van de zendingsorganisatie Jeugd met een Opdracht (JmeO) opgezet. Samen hebben zij drie zonen. Ze gingen wonen op Heidebeek in Heerde. Van 1980 tot 1993 zouden zij daar de leiding over krijgen. In 1990 werd Fountain aangesteld als directeur van Jeugd met een Opdracht Europa.
Fountain was een van de initiatiefnemers van de Hope for Europe-beweging en van het HOPE21-congres in Boedapest in 2002.
In 2004 verscheen van zijn hand het boek Leven als een volk van hoop. Het gaat in op de wijze waarop christenen in Europa volgens hem een rol kunnen en moeten spelen in de toekomst van Europa.
Nadat hij in 2010 zijn directeurschap van JmeO Europa had neergelegd, werd Fountain directeur bij het Schuman Centrum voor Europese Studies. Dit studiecentrum was zijn initiatief en wilde Bijbels perspectief bieden op de Europese geschiedenis en christelijke waarden in Europa onder de aandacht brengen. Eerder had de Nieuw-Zeelander een boek geschreven over Robert Schuman, een van de grondleggers van de Europese Unie, met de titel Diep geworteld. Volgens de schrijver is het bij velen onbekend dat de oprichters van de Europese Gemeenschappen vanuit een christelijke levens- en wereldbeschouwing handelden.